# Hypersonic Attack Cruise Missile
El misil de crucero de ataque hipersónico (Hypersonic Attack Cruise Missile, HACM) es un proyecto de misil de crucero hipersónico lanzado desde el aire propulsado por un scramjet, el sucesor del Concepto de arma hipersónica que respira aire (Hypersonic Air-breathing Weapon Concept, HAWC) y los programas hipersónicos SCIFiRE.
La tecnología desarrollada para el demostrador HAWC se utilizó para influir en el diseño del HACM, un Programa de Registro de la Fuerza Aérea de los Estados Unidos para crear un misil hipersónico propulsado por un scramjet que pudiera desplegarse como arma operativa.
El contrato para seguir desarrollando HACM se adjudicó a Raytheon en septiembre de 2022. HACM utilizará un scramjet de Northrop Grumman.
El sistema dará al ejército estadounidense "flexibilidad táctica para emplear cazas para mantener en riesgo objetivos de alto valor y urgentes, mientras mantiene bombarderos para otros objetivos estratégicos". Tras la decisión de la Fuerza Aérea de EE. UU. de no continuar con la adquisición del AGM-183 ARRW en marzo de 2023, el HACM se convirtió en el único programa de armas hipersónicas del servicio.